# Grandes Chroniques de France de Charles V
Les Grandes Chroniques de France de Charles V sont un manuscrit enluminé datant des années 1370-1379 commandé par le roi Charles V de France et conservé à la Bibliothèque nationale de France. Reprenant le texte traditionnel des Grandes Chroniques de France rédigées par les moines de l'abbaye de Saint-Denis, il est complété et enluminé à la demande du roi à la fin de son règne.

## Historique
Le texte des Grandes Chroniques de France, rédigée par les moines de l'abbaye de Saint-Denis depuis Philippe III le Hardi, constitue l'histoire officielle du royaume de France depuis le début des Valois. Charles V en fait réaliser une copie et lui fait adjoindre un complément important relatant les faits du règne de son père Jean II le Bon ainsi que sous son propre règne. Pour la première fois, ces compléments dans le texte ne sont pas rédigés à Saint-Denis mais dans l'entourage proche du roi à Paris, peut-être par son chancelier Pierre d'Orgemont. Ces adjonctions se font jusqu'à la fin du règne du roi. Le livre est relié en 1378,.
Le manuscrit est mentionné dans la bibliothèque du château de Vincennes, puis dans celle du Louvre entre 1380 et 1411. Par la suite, le manuscrit est mentionné dans un inventaire des biens de Jean Ier de Berry à Bourges. On retrouve la trace du manuscrit en 1645 au moment où il rentre dans la bibliothèque royale. 

## Description
La première partie de l'ouvrage, du folio 1 à 389, est constitué du texte des Chroniques de Saint-Denis et raconte l'histoire des origines - la guerre de Troie - à la mort de Philippe VI de Valois. La seconde partie, du folio 389 à 492, est composée de 141 chapitres consacrés à la vie de Jean II le Bon et 110 chapitres au règne de Charles V. La chronique s'arrête en avril 1379, soit un an et demi avant la mort de Charles V, relatant la rencontre entre le roi et les barons bretons alliés à Jean IV.

### Les étapes de la rédaction du manuscrit

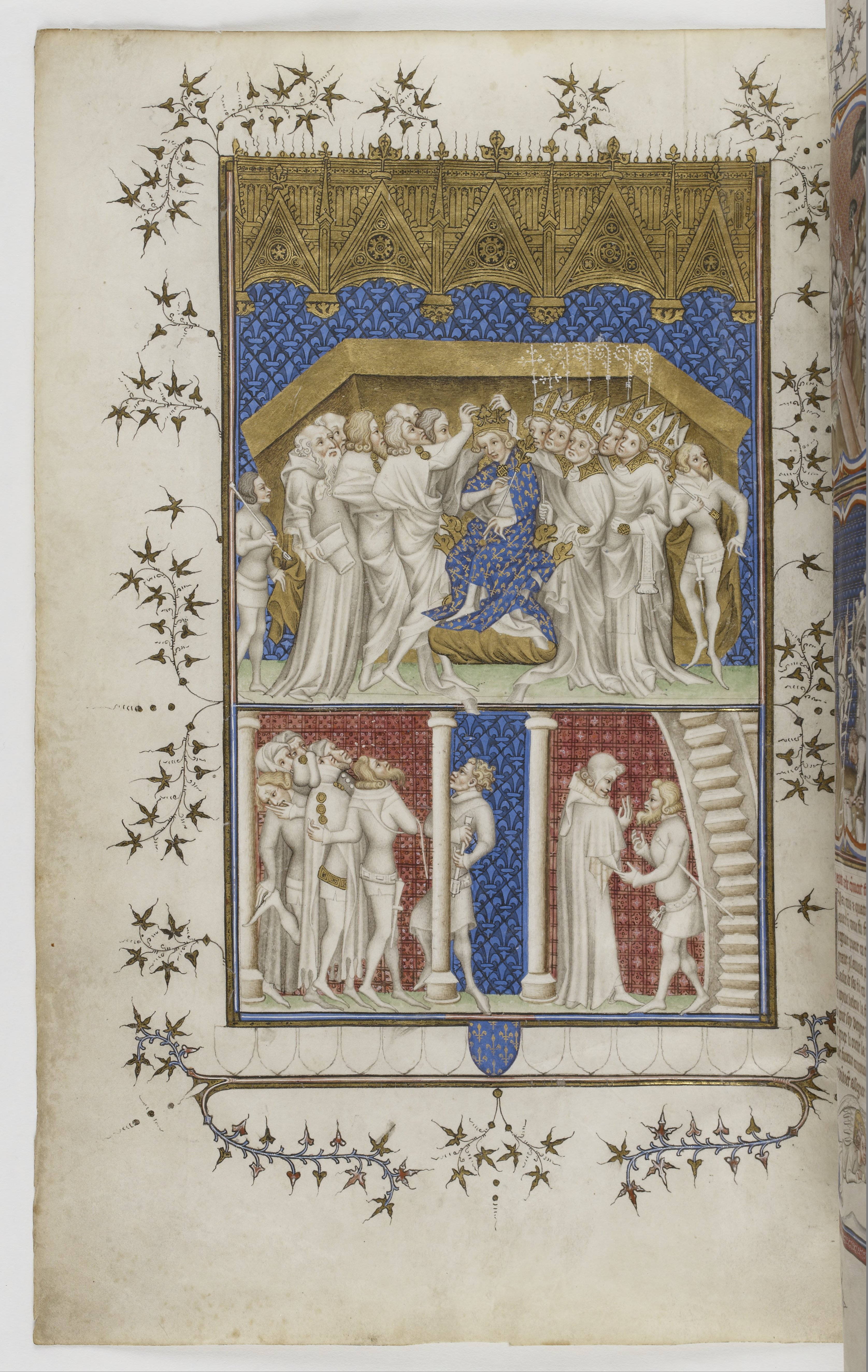
Frontispice du manuscrit : scène d'acclamation du roi après son sacre

Trois étapes de rédaction et de copie sont distinguées : 
Une première phase, avant 1375, est la reprise du texte de Saint-Denis, transcrite par le copiste Henri de Trévou. Le texte va des origines à Philippe de Valois. Les images sont constituées essentiellement de vignettes sur une colonne mettant particulièrement en valeur les épisodes de Charlemagne et de saint Louis, ainsi que l'indépendance du roi de France vis-à-vis de l'empereur. Seules 4 miniatures couvrent deux colonnes à la fois, évoquant deux épisodes de la vie de Charlemagne, un de Louis le Pieux, un de Philippe Auguste et un de saint Louis.
Une deuxième phase a lieu entre 1375 et 1377 : le copiste Raoulet d'Orléans transcrit les épisodes de la vie de Jean II le Bon et de Charles V sans doute sous la direction de Pierre d'Orgemont. 26 miniatures sont présentes dans cette partie, mettant particulièrement en avant la supériorité des Français sur les Anglais ainsi que la continuité dynastique et la légitimité des Valois.
La troisième phase concerne les 14 derniers feuillets du manuscrit. Ils sont toujours de la main de Raoulet d'Orléans et datent des années 1378 et 1379. Il consacre 18 peintures à la visite de l'empereur Charles à Paris, consacrant l'indépendance du royaume de France face à l'empereur. Des modifications sont apportées à cette occasion à la première partie du texte. Un frontispice est notamment ajouté au tout début du manuscrit. Cette grande miniature a longtemps été décrite comme la scène du sacre de Charles VI, fils de Charles V, scène qui aurait alors été ajouté juste après la mort du commanditaire. Cependant, selon Anne Hedeman, il s'agirait plutôt d'une scène typologique représentant de manière intemporelle l'acclamation du roi par ses pairs après son sacre.

### Les enlumineurs du manuscrit
Cinq mains de miniaturistes sont distinguées par François Avril dans le manuscrit : 
- le maître dit du couronnement de Charles VI : comme son nom l'indique, il a réalisé le premier frontispice et celui du siège de Troie folio 4. Un proche collaborateur a réalisé les trois autres : les scènes de la vie de saint Louis (f.265), Jean le Bon arbitrant la dispute entre le duc de Lancastre et le duc de Brunswick (f.394), Le banquet offert à l’empereur Charles IV (f.473v).
- le Maître du Livre du sacre de Charles V, auteur de la miniature du sacre de Charles V et de sa femme ainsi que de celle des funérailles de cette dernière (folios 439 et 480v)
- un disciple du Maître de la Bible de Jean de Sy, actif dans la première moitié du manuscrit
- Perrin Remiet, a réalisé l'essentiel de la seconde partie.